# Melodi Grand Prix
Il Melodi Grand Prix (o MGP) è un festival musicale norvegese nato nel 1960 e organizzato annualmente dall'emittente radiotelevisiva pubblica Norsk rikskringkasting (NRK).
Trasmesso ogni anno, fatta eccezione per gli anni 1970, 1991 e 2002, è uno dei programmi più longevi della televisione norvegese e seleziona il rappresentante della Norvegia all'Eurovision Song Contest.
Nel 2002 l'emittente ha lanciato una versione rivolta ai giovani: il Melodi Grand Prix Junior.

## Storia

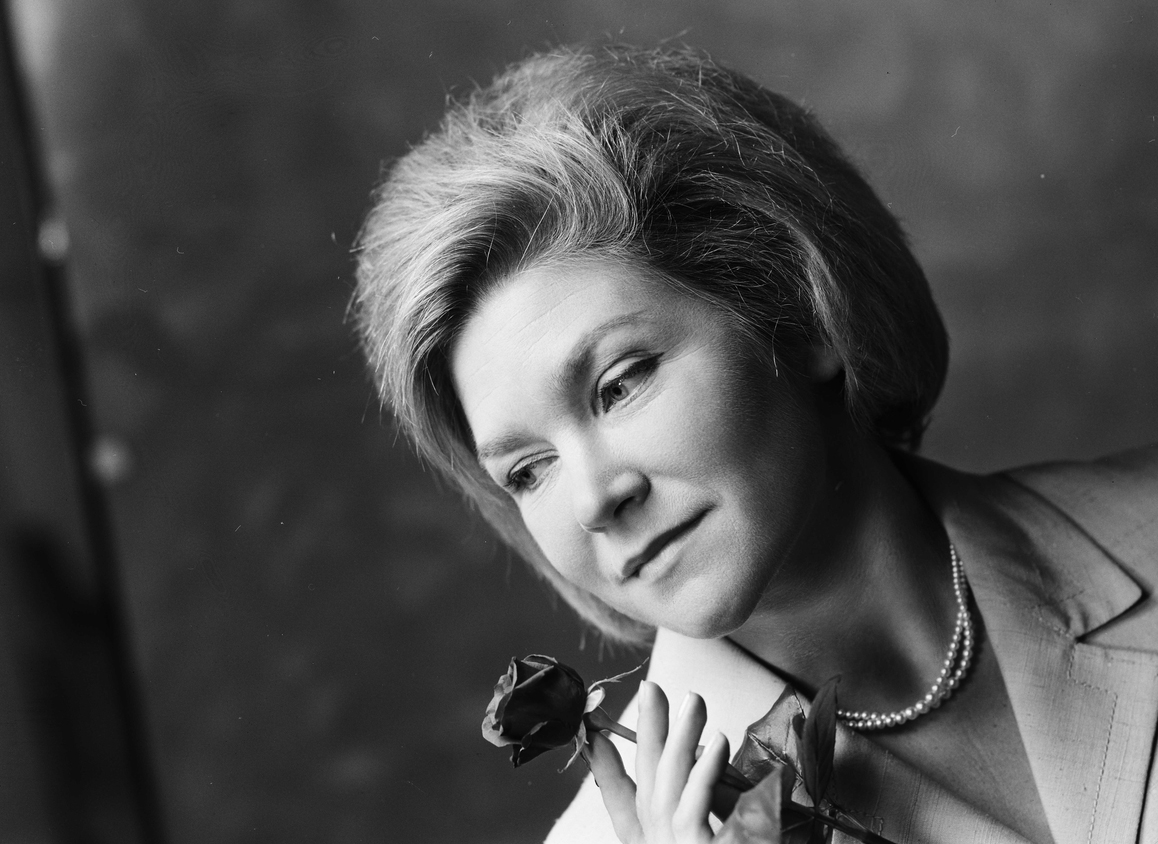
Nora Brockstedt, prima vincitrice del festival

Mentre l'Unione europea di radiodiffusione (UER) aveva organizzato il primo Eurovision Song Contest nel 1956 a Lugano, in Svizzera, l'emittente radiotelevisiva pubblica Norsk rikskringkasting (NRK) iniziò a trasmettere l'evento solo a partire dall'edizione del 1958.
Nel 1959 l'emittente si iscrisse per partecipare all'edizione successiva, ospitata dalla capitale inglese di Londra, e optò per la creazione di un festival autonomo per selezionare il primo rappresentante. Ben 303 brani furono inviati come candidati, anche se solo 10 presero parte al festival, ribattezzato Melodi Grand Prix, su ispirazione del Dansk Melodi Grand Prix, di tre anni più vecchio. Il concorso si tenne presso il centro televisivo di NRK ad Oslo, e fu vinto dalla cantante Nora Brockstedt, con Voi Voi. La cantante si esibì all'Eurovision Song Contest, accompagnata dall'orchestra diretta da Øivind Bergh, classificandosi al 4º posto.
Negli anni '60 e '70, più precisamente tra il 1961 e il 1968 e tra il 1972 e il 1976, i brani furono eseguiti in due versioni, una con l'accompagnamento di un'orchestra di dimensioni ridotte e l'altra con un'orchestra di dimensioni maggiori, normalmente l'Orchestra Radiofonica Norvegese.
Fino agli anni '80 le trasmissioni, che duravano tra la mezz'ora e l'ora intera, venivano registrate nel pomeriggio e poi trasmesse la sera al fine di evitare imprevisti e problemi tecnici. La prima trasmissione in diretta fu dell'edizione 1982, vinta da Jahn Teigen & Anita Skorgan
Nel 1991 NRK trovò che le canzoni proposte fossero di bassa qualità perciò optò per una selezione interna, decidendo di non organizzare l'MGP.
L'orchestra fu abolita nel 2000, anche se fu reintrodotta eccezionalmente nell'edizione 2015.

## Edizioni
| Anno | Artista                                     | Brano                            | Compositori                                                                        | Posizione nell'ESC                   |
| ---- | ------------------------------------------- | -------------------------------- | ---------------------------------------------------------------------------------- | ------------------------------------ |
| 1960 | Nora Brockstedt                             | Voi Voi                          | Georg Elgaaen                                                                      | 4°                                   |
| 1961 | Nora Brockstedt                             | Sommer i Palma                   | Egil Hansen, Jan Wølner                                                            | 7°                                   |
| 1962 | Inger Jacobsen                              | Kom sol, kom regn                | Ivar Jacobsen, Kjell Karlsen                                                       | 10°                                  |
| 1963 | Anita Thallaug                              | Solvherv                         | Dag Kristoffersen                                                                  | 13°                                  |
| 1964 | Arne Bendiksen                              | Spiral                           | Egil Hansen, Sigurd Jansen                                                         | 8°                                   |
| 1965 | Kirsti Sparboe                              | Karusell                         | Jolly Kramer-Johansen                                                              | 13°                                  |
| 1966 | Åse Kleveland                               | Intet er nytt under solen        | Arne Bendiksen                                                                     | 3°                                   |
| 1967 | Kirsti Sparboe                              | Dukkemann                        | Ola B. Johannessen, Tor Hultin                                                     | 14°                                  |
| 1968 | Odd Børre                                   | Stress                           | Ola B. Johannessen, Tor Hultin                                                     | 13°                                  |
| 1969 | Kirsti Sparboe                              | Oj, oj, oj, så glad jeg skal bli | Arne Bendiksen                                                                     | 16°                                  |
| 1971 | Hanne Krogh                                 | Lykken er                        | Arne Bendiksen                                                                     | 17°                                  |
| 1972 | Grethe Kausland & Benny Borg                | Småting                          | Kåre Grøttum, Ivar Børsum                                                          | 14°                                  |
| 1973 | Bendik Singers                              | Å, for et spill                  | Arne Bendiksen                                                                     | 7° (come It's Just A Game)           |
| 1974 | Anne-Karine Strøm                           | Hvor er du?                      | Philip Kruse, Frode Thingnæs                                                       | 14° (come The First Day of Love)     |
| 1975 | Ellen Nikolaysen                            | Det skulle ha vært sommer nå     | Svein Hundsnes                                                                     | 18° (as Touch My Life (With Summer)) |
| 1976 | Anne-Karine Strøm                           | Mata Hari                        | Philip Kruse, Frode Thingnæs                                                       | 18°                                  |
| 1977 | Anita Skorgan                               | Casanova                         | Dag Nordtømme, Svein Strugstad                                                     | 15°                                  |
| 1978 | Jahn Teigen                                 | Mil etter mil                    | Kai Eide                                                                           | 20°                                  |
| 1979 | Anita Skorgan                               | Oliver                           | Anita Skorgan, Phillip Kruse                                                       | 11°                                  |
| 1980 | Sverre Kjelsberg & Mattis Hætta             | Sámiid Ædnan                     | Ragnar Olsen, Sverre Kjelsberg                                                     | 16°                                  |
| 1981 | Finn Kalvik                                 | Aldri i livet                    | Finn Kalvik                                                                        | 20°                                  |
| 1982 | Jahn Teigen & Anita Skorgan                 | Adieu                            | Jahn Teigen, Herodes Falsk                                                         | 12°                                  |
| 1983 | Jahn Teigen                                 | Do Re Mi                         | Jahn Teigen, Herodes Falsk, Anita Skorgan                                          | 9°                                   |
| 1984 | Dollie de Luxe                              | Lenge leve livet                 | Benedicte Adrian, Ingrid Bjørnov                                                   | 17°                                  |
| 1985 | Bobbysocks                                  | La det swinge                    | Rolf Løvland                                                                       | 1°                                   |
| 1986 | Ketil Stokkan                               | Romeo                            | Ketil Stokkan                                                                      | 12°                                  |
| 1987 | Kate Guldbrandsen                           | Mitt liv                         | Rolf Løvland, Hanne Krogh                                                          | 9°                                   |
| 1988 | Karoline Krüger                             | For vår jord                     | Erik Hillestad, Anita Skorgan                                                      | 5°                                   |
| 1989 | Britt Synnøve Johansen                      | Venners nærhet                   | Leiv Grøtte, Inge Enoksen                                                          | 17°                                  |
| 1990 | Ketil Stokkan                               | Brandenburger Tor                | Ketil Stokkan                                                                      | 21°                                  |
| 1992 | Merethe Trøan                               | Visjoner                         | Eva Jansen, Robert Morley                                                          | 18°                                  |
| 1993 | Silje Vige                                  | Alle mine tankar                 | Bjørn Erik Vige                                                                    | 5°                                   |
| 1994 | Elisabeth Andreassen & Jan Werner Danielsen | Duett                            | Hans Olav Mørk, Rolf Løvland                                                       | 6°                                   |
| 1995 | Secret Garden                               | Nocturne                         | Rolf Løvland, Petter Skavlan                                                       | 1°                                   |
| 1996 | Elisabeth Andreassen                        | I evighet                        | Torhild Nigar                                                                      | 2°                                   |
| 1997 | Tor Endresen                                | San Francisco                    | Tor Endresen, Arne Myksvol                                                         | 24°                                  |
| 1998 | Lars Fredriksen                             | All I Ever Wanted Was You        | Linda Andernach Johannesen, David Eriksen                                          | 8° (come Alltid sommer)              |
| 1999 | Stig Van Eijk                               | Living My Life Without You       | Stig Van Eijk                                                                      | 14°                                  |
| 2000 | Charmed                                     | My Heart Goes Boom               | Tore Madsen, Morten Henriksen                                                      | 11°                                  |
| 2001 | Haldor Lægreid                              | On My Own                        | Tom-Steinar Hanssen, Ole Henrik Antonsen, Ole Jørgen Olsen                         | 22°                                  |
| 2003 | Jostein Hasselgård                          | I'm Not Afraid To Move On        | Arve Furset                                                                        | 4°                                   |
| 2004 | Knut Anders Sørum                           | High                             | Dan Attlerud, Thomas Thörnholm, Lars Andersson                                     | 24°                                  |
| 2005 | Wig Wam                                     | In My Dreams                     | Trond Holter                                                                       | 9°                                   |
| 2006 | Christine Guldbrandsen                      | Alvedansen                       | Kjetil Fluge, Atle Halstensen, Christine Guldbrandsen                              | 14°                                  |
| 2007 | Guri Schanke                                | Ven a bailar conmigo             | Thomas G:son                                                                       | SF: 18°                              |
| 2008 | Maria Haukaas Storeng                       | Hold On Be Strong                | Mira Craig                                                                         | 5°                                   |
| 2009 | Alexander Rybak                             | Fairytale                        | Alexander Rybak                                                                    | 1°                                   |
| 2010 | Didrik Solli-Tangen                         | My Heart Is Yours                | Hanne Sørvaag, Fredrik Kempe                                                       | 20°                                  |
| 2011 | Stella Mwangi                               | Haba Haba                        | Beyond51, Big City, Stella Mwangi                                                  | SF: 17°                              |
| 2012 | Tooji                                       | Stay                             | Tooji Keshtkar, Peter Boström, Figge Boström                                       | 26°                                  |
| 2013 | Margaret Berger                             | I Feed You My Love               | Karin Park, MachoPsycho                                                            | 4°                                   |
| 2014 | Carl Espen                                  | Silent Storm                     | Josefin Winther                                                                    | 8°                                   |
| 2015 | Mørland & Debrah Scarlett                   | A Monster like Me                | Kjetil Mørland                                                                     | 8°                                   |
| 2016 | Agnete                                      | Icebreaker                       | Agnete Johnsen, Gabriel Alares, Ian Curnow                                         | SF: 13°                              |
| 2017 | JOWST ft. Aleksander Walmann                | Grab the Moment                  | Jonas McDonnell, Joakim With Steen                                                 | 10°                                  |
| 2018 | Alexander Rybak                             | That's How You Write a Song      | Alexander Rybak                                                                    | 15°                                  |
| 2019 | KΞiiNO                                      | Spirit in the Sky                | Tom Hugo Hermansen, Fred René Buljo, Alexandra Rotan, Henrik Tala e Alex N. Olsson | 6°                                   |
| 2020 | Ulrikke Brandstorp                          | Attention                        | Ulrikke Brandstorp, Christian Ingebrigtsen e Kjetil Mørland                        | Edizione cancellata                  |
| 2021 | Tix                                         | Fallen Angel                     | Andreas Haukeland, Emelie Hollow e Mathias Haukeland                               | 18°                                  |
| 2022 | Subwoolfer                                  | Give That Wolf a Banana          | Keith, Jim e DJ Astronaut                                                          | 10°                                  |
| 2023 | Alessandra                                  | Queen of Kings                   | Alessandra Mele, Henning Olerud, Linda Dale e Stanley Ferdinandez                  | 5°                                   |
| 2024 | Gåte                                        | Ulveham                          |                                                                                    | 25°                                  |

Melody Gran Prix 2025 // Kyle Alessandro// Lighter (Kyle Alessandro) 18^